# Никонов, Вячеслав Алексеевич
Вячесла́в Алексе́евич Ни́конов (род. 5 июня 1956, Москва, СССР) — советский и российский государственный и политический деятель, учёный, писатель, внук государственного деятеля СССР Вячеслава Михайловича Молотова, был секретарём парткома КПСС МГУ, депутат Государственной думы I, VI, VII и VIII созывов. Член фракции «Единой России», первый заместитель председателя Комитета по международным делам. Председатель правления фонда «Русский мир» (до 2023 года, его должность занял сотрудник МИДа Александр Алимов). Доктор исторических наук, декан факультета государственного управления МГУ, Почётный работник сферы образования Российской Федерации (2021).
Из-за вторжения России на Украину, находится под международными санкциями Евросоюза, США, Великобритании и ряда других стран.

## Биография
Родился 5 июня 1956 года в Москве, в высокопоставленной советской семье. Отец, Алексей Дмитриевич Никонов (1917—1992), бывший сотрудник НКВД СССР, профессор МГИМО, сотрудник ИМЭМО, редактор журнала «Коммунист». Мать, Светлана Вячеславовна Молотова (1929—1989), по образованию историк, была единственной дочерью Вячеслава Молотова и Полины Жемчужиной. Оба родителя были докторами исторических наук.
Учился в спецшколе № 1 г. Москвы. В 1973 году поступил на исторический факультет Московского государственного университета им. М. В. Ломоносова. Специализировался по кафедре новой и новейшей истории (научный руководитель Е. Ф. Язьков). Окончил исторический факультет в 1978 году и работал на кафедре новой и новейшей истории, был активистом КПСС, секретарём парткома исторического факультета МГУ. Владеет английским и французским языками.
24 декабря 1977 года сыграл в третьем выпуске телепередачи «Что? Где? Когда?». В клубе знатоков состоял до 1979 года.
С 3 сентября 2018 года ведёт вместе с Дмитрием Саймсом (с 2022 года также и с Дмитрием Сусловым) общественно-политическое ток-шоу «Большая игра» на Первом канале. С 24 января 2024 года по 14 марта 2024 года вёл познавательный проект «Цивилизации» на Первом. Со 2 марта по 28 июля 2024 года вёл историко-познавательный проект «Большая история» на Первом. Провёл два выпуска спецпроекта о Ленине «Человек, который изменил всё» на Первом, вышедших в эфир 21 и 28 января 2024 года. Автор и ведущий цикла «БРИКС. Горизонты будущего», на Первом, который выходил в октябре-ноябре 2024 года, перед и после саммита БРИКС в Казани.
За заслуги в сфере образования в 2021 году присвоено звание «Почётный работники сферы образования Российской Федерации».
В 2020 году председатель Госдумы Вячеслав Володин поручил провести проверку информации о наличии иностранного гражданства и вида на жительство у депутатов Госдумы, ввиду поступивших сведений о наличии американского гражданства у В. Никонова.

## Научная деятельность
- В 1978—1988 годах — младший научный сотрудник, старший научный сотрудник, сотрудник кафедры новой и новейшей истории исторического факультета МГУ[5].
- В 1981 году защитил кандидатскую диссертацию «Борьба течений в республиканской партии США в 1964—1968 гг.»[12], в 1989 году — докторскую диссертацию «Идейно-политическая эволюция республиканской партии США после второй мировой войны»[13].
- В 1992—1993 годах — советник Департамента политических и межнациональных проблем Международного фонда экономических и социальных реформ (фонд «Реформа»)[5].
- С 1993 года — президент Фонда «Политика»[5]. Заведующий кафедрой истории и политологии Международного университета в Москве.
- 9 февраля 2011 года назначен деканом факультета государственного управления МГУ[14]. Под его началом подготовили диссертации М. В. Славкина, Тихон (Шевкунов) и др.
- Член редакционного совета журнала «Полития».

## Политическая деятельность

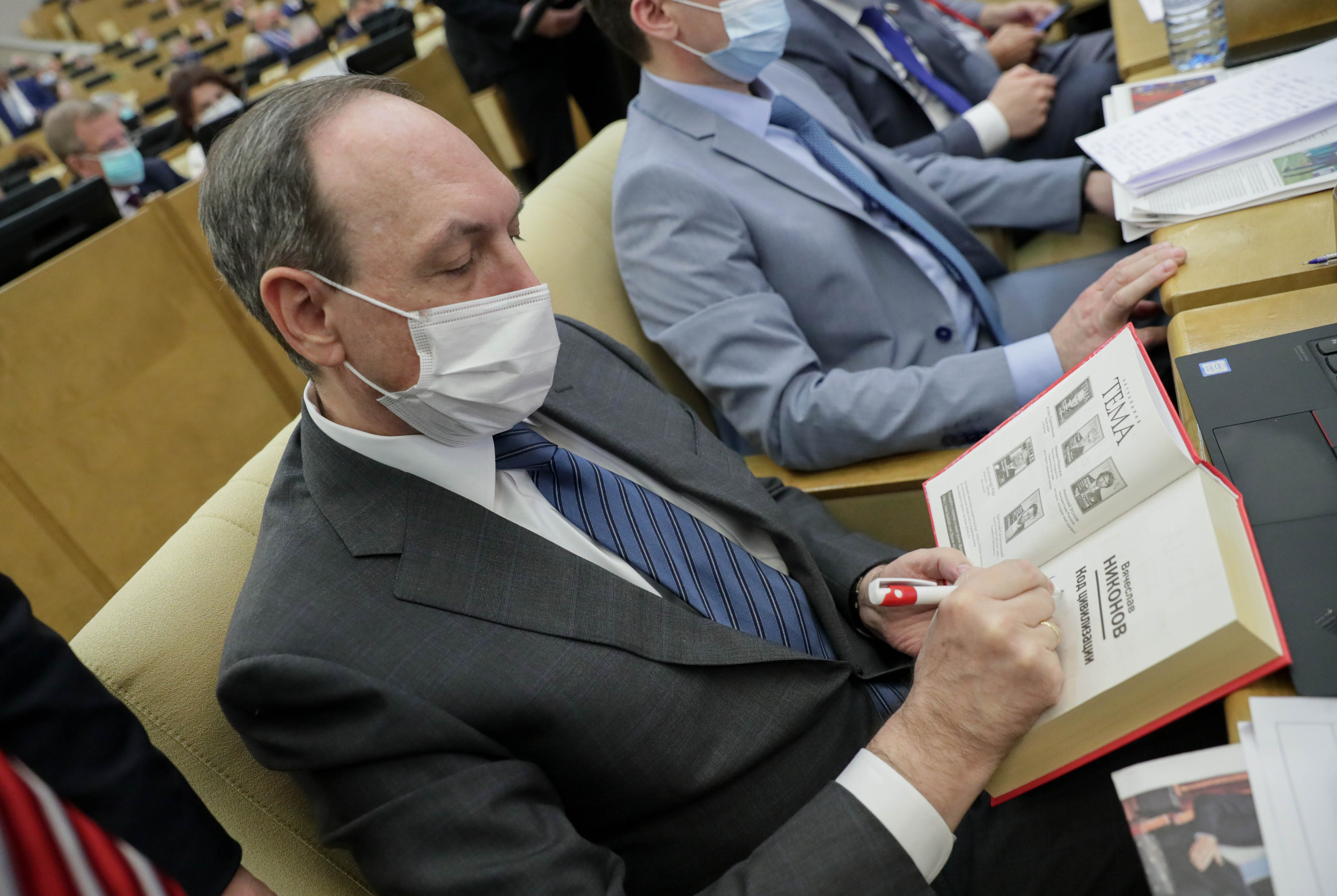
На заседании Государственной Думы, 2021 год

- В университете был секретарём комитета ВЛКСМ.
- В 1988—1989 годах — секретарь партийного комитета КПСС исторического факультета МГУ[5].
- В 1989—1990 годах — инструктор, заведующий сектором ЦК КПСС[5].
- В 1990—1991 годах — в аппарате Президента СССР: советник, помощник руководителя Аппарата президента[5]. «Входил в команду Горбачёва», — отмечал он про себя[15]. 22 августа 1991 года был понятым во время задержания вице-президента СССР Геннадия Янаева по делу ГКЧП[16].
- С августа 1991 по январь 1992 года — помощник Председателя КГБ СССР Вадима Бакатина[5]. В декабре 1991 года, после скандала, связанного с передачей США схем подслушивающих устройств в их посольстве, Никонов выступил в защиту своего начальника[17].
- В июле 1992 года вошёл в состав Политического консультативного совета Межрегионального биржевого и торгового союза[5].
- В декабре 1993 года избран депутатом Государственной думы Федерального собрания Российской Федерации по списку Партии российского единства и согласия[5] (ПРЕС; лидер — Сергей Шахрай), был членом фракции ПРЕС, председателем подкомитета по международной безопасности и контролю над вооружениями Комитета по международным делам[5]. Вместе с Шахраем был автором «Консервативного манифеста», который был идеологической основой деятельности ПРЕС. Позднее был членом совета Всероссийского общественного движения «Наш дом — Россия».
- С января 1995 года — заместитель председателя Комиссии Госдумы по расследованию причин и обстоятельств возникновения кризисной ситуации в Чеченской Республике[5].
- В марте 1996 года вошёл в экспертную группу при Службе помощников Президента РФ, разрабатывавшую предвыборные документы для Ельцина[5].
- В 1996 году заместитель председателя и главный аналитик Координационного комитета Общероссийского движения общественной поддержки Б. Н. Ельцина на выборах Президента Российской Федерации.
- С декабря 1997 года — член Комиссии по правам человека при Президенте Российской Федерации[5].

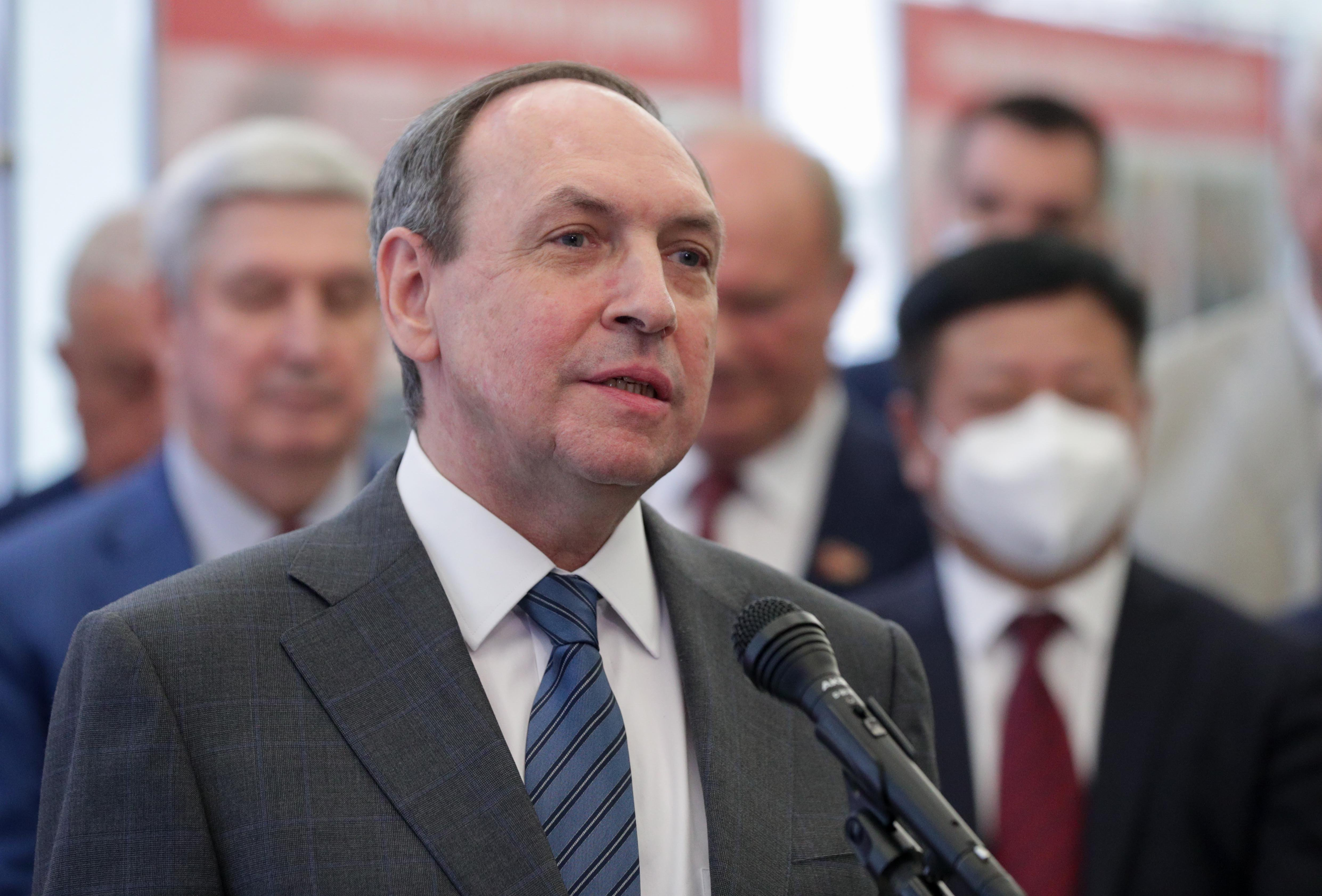
На выставке «Россия — Китай в XXI веке. Партнёрство нового типа», 2021 год

- На выставке «Россия — Китай в XXI веке. Партнёрство нового типа», 2021 годВ 1997—2001 годах был членом политического консультативного Совета при Президенте Российской Федерации, экспертного совета Комиссии при Президенте Российской Федерации по противодействию политическому экстремизму.
- C 2011 года депутат Госдумы от «Единой России», член комитета по бюджету и налогам.
- С марта 2013 года — председатель Комитета Государственной думы по образованию[18].
- С июня 2016 года возглавил партийный список «Единой России» по Нижегородской области на выборах осенью 2016 года[19]. Летом вошёл в состав партийного предвыборного штаба, отвечая за взаимодействие с зарубежными избирателями[20].
- С 2011 по 2019 год, в течение исполнения полномочий депутата Государственной Думы VI и VII созывов, выступил соавтором 31 законодательных инициатив и поправок к проектам федеральных законов[21].

## Другая деятельность
- С апреля 1993 года — президент агентства политического консалтинга «Нике»[5].
- С 1993 года — президент Фонда «Политика»[5].
- С июня 1993 года — Президент Клуба−93[5].
- Президент Фонда «Единство во имя России».
- Вице-президент Ассоциации центров политического консультирования.
- Член президиума Совета по внешней и оборонной политике.
- Член Экспертного клуба Первого канала.
- Член правления Фонда «Российский общественно-политический центр».
- Заместитель председателя редакционного совета журнала «Россия в глобальной политике».
- Главный редактор журнала «Стратегия России».
- С сентября 2005 по 2007 год — член Общественной палаты Российской Федерации[5], с января 2006 года — председатель комиссии по международному сотрудничеству и общественной дипломатии[5].
- С 2007 года — исполнительный директор[22] правления фонда «Русский мир» (назначен на этот пост президентом России Владимиром Путиным), с 2011 года председатель правления фонда «Русский мир»[23].
- 2020 год — автор проекта «28 мгновений весны 1945-го»[24].
- 2023 год — вместе с советником директора с Федеральной службой охраны РФ Сергеем Девятовым стал автором нового российского учебника по истории для старшеклассников, по которому учащиеся 10-х и 11-х классов начнут заниматься в 2024 учебном году. В книге присутствует описание начатого Россией в 2022 году вторжения в Украину, состоящее исключительно из провластной интерпретации произошедшего и повторяющий основные нарративы российской пропаганды, связанной с войной на Украине[25]. Текст о войне в Украине заканчивается словами из выступления Вячеслава Молотова в день нападения Германии на СССР 22 июня 1941 года: «Наше дело правое! Враг будет разбит! Победа будет за нами!»[26].

Является биографом своего деда, Вячеслава Молотова. Из-за родственных отношений исторические работы Никонова по данному вопросу не являются нейтральными, что признаёт сам автор.

## Взгляды
В начале 1990-х годов придерживался либеральных взглядов, активно выступал за реформы.
На президентских выборах 1996 года агитировал за Бориса Ельцина.
Впоследствии стал консерватором.
В 2020 году заявил что «территория Казахстана — это большой подарок со стороны России». МИД Казахстана передал России ноту, осудив провокационные выпады.

## Критика
7 апреля 2014 года, за день до проведения комитетом по образованию Государственной думы «круглого стола» на тему: «Российская историческая традиция: содержание учебников истории», на сайте государственного учреждения был опубликован взгляд Вячеслава Никонова на историю России:
От того, что будет написано в учебниках, и от того, насколько убедительно и увлекательно это будет написано, зависит отношение целого поколения молодёжи к истории своей страны. Всегда необходимо помнить, в какой стране живёшь и работаешь, знать её традиции. У нашего Отечества великое прошлое. Ветвь арийского племени спустилась с Карпатских гор, мирно заселила Великую Русскую равнину, Сибирь, самую холодную часть планеты, дошла до Тихого океана, основала Форт Росс, впитала в себя соки богатейших культур Византии, Европы, Азии, разгромила страшнейшего врага человечества – нацизм, проложила дорогу в космос. Но мало где так слабо знают и недорого ценят своё прошлое и настоящее.
С критикой заявления Никонова выступил археолог Лев Клейн:
Здесь славяне названы ариями по модной ныне у приверженцев так называемой „народной истории“ — дилетантских и абсолютно антинаучных сочинений по истории, особенно по этногенезу. Сочинения подобного рода, свободные от всякой методики и потрафляющие самым низким шовинистическим инстинктам масс, заполонили сектор дешёвой якобы научно-популярной литературы в книжных лавках и форумы Интернета… Расовый вопрос — это совершенно другая сфера, никакой арийской расы нет, и именовать славян, чеченцев или тюрок ариями могут только сугубые дилетанты. Странно поощрять эту практику из высокого кабинета Госдумы, да ещё из Комитета по образованию. ... Мне придётся поспорить с поэтом Иртеньевым. Никонов никоим образом не может быть внуком Риббентропа, ни в каком смысле. И дело вовсе не в том, что его бабушка (жена Молотова Полина Жемчужина-Карповская) была еврейкой.  Дело в том, что славяне по теории, которую проповедовала партия Риббентропа, никак не входили в нордическую ветвь народов, которую нацисты и их предшественники именовали арийской. И именовали по недоразумению... Итак, цыгане, таджики и осетины – на нашей территории больше ариев, представленных значительными группами населения, нет... Ну, это простительная ошибка, хотя председатель Комитета по образованию мог бы справиться у своих экспертов.

## Санкции
23 февраля 2022 года внесён в санкционные списки стран Евросоюза за действия и политику, которые подрывают территориальную целостность, суверенитет и независимость Украины и ещё больше дестабилизируют Украину.
24 февраля 2022 года включён в санкционный список Канады «близких соратников режима» за голосование о признании независимости подконтрольных России ДНР и ЛНР.
24 марта 2022 года, на фоне вторжения России на Украину, включён в санкционный список США за «соучастие в войне Путина» и «поддержку усилий Кремля по вторжению в Украину», Госдеп США заявил что депутаты Госдумы используют свои полномочия для преследования инакомыслящих и политических оппонентов, нарушают свободу информации, ограничивают права человека и основные свободы граждан России.
Позднее, по аналогичным основаниям, включён в санкционные списки Великобритании, Швейцарии, Австралии, Украины и Новой Зеландии.

## Семья
Женат третьим браком на предпринимательнице Нине Никоновой (род. 1979), депутате Смоленской областной думы от «Единой России». Первая жена, Никонова Ольга Михайловна — домохозяйка из Полтавы, по образованию экономистка. Сын Алексей (род. 1979) от первого брака, гражданин США, советник президента Фонда «Политика»; сыновья — Дмитрий (род. 1989) и Михаил (род. 1993) — от второго. В передаче «Умницы и умники» от 17 февраля 2018 года ведущий передачи Юрий Вяземский задал вопрос про четырех детей, в ответ на который Никонов сообщил, что самому маленькому сыну 5 лет.
Внуки — Николай (2018 г.) и Вячеслав (2020 г.). 19 мая 2025 года в эфире программы «Большая игра» В. Никонов сказал, что он у него родился четвёртый внук.

## Награды
- Орден Почёта (2018 год)[51]

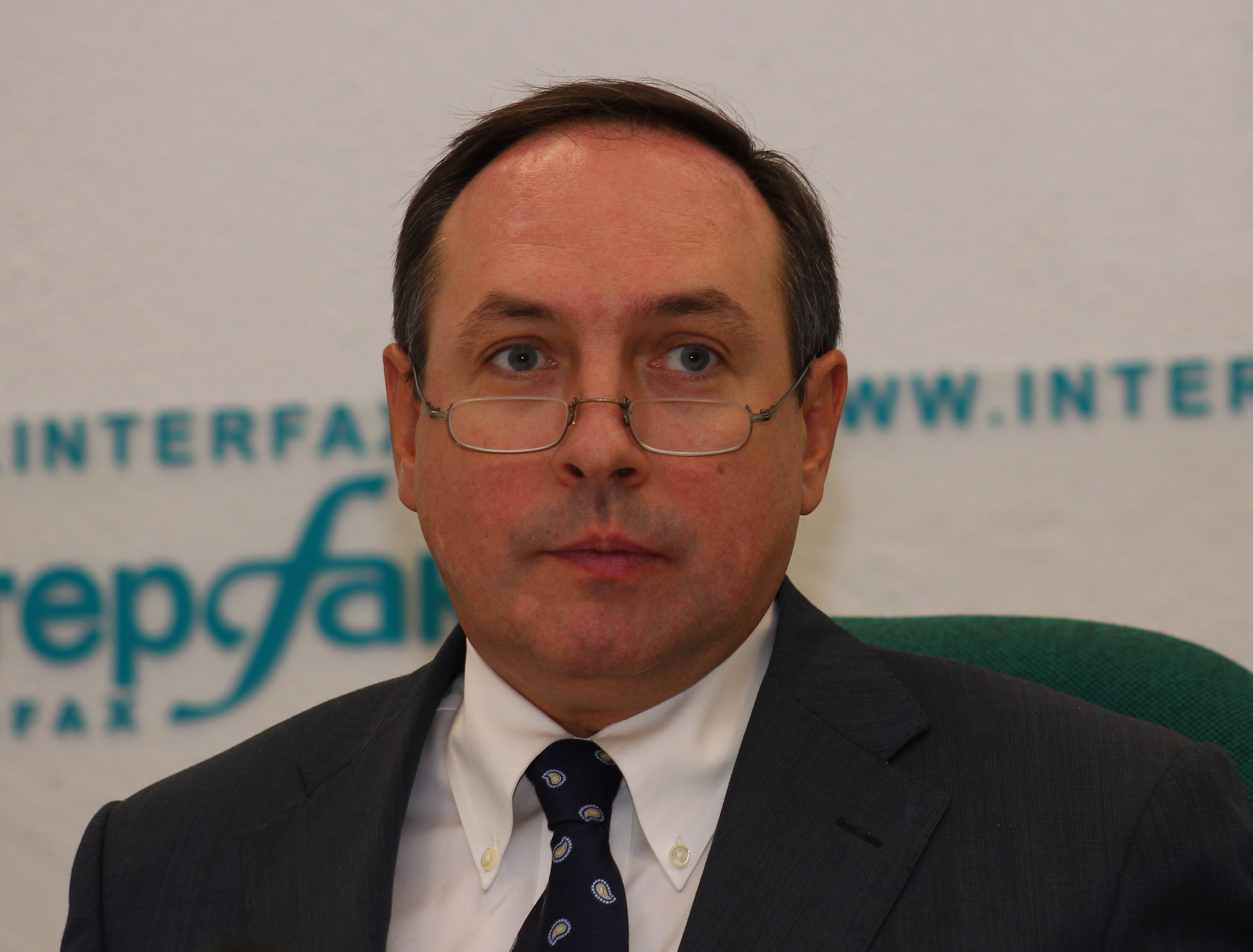
Вячеслав Никонов в 2011 году

- Медаль ордена «За заслуги перед Отечеством» II степени (12 июня 2013 года) — за большой вклад в развитие российского парламентаризма и активную законотворческую деятельность[52]
- Благодарность Президента Российской Федерации (11 марта 1997 года) — за активное участие в подготовке Послания Президента Российской Федерации Федеральному собранию 1997 года[53]
- Благодарность Президента Российской Федерации (9 июля 1996 года) — за активное участие в организации и проведении выборной кампании Президента Российской Федерации в 1996 году[54]
- Почётная грамота правительства Российской Федерации (16 декабря 2019 года) — за большой вклад в развитие российского парламентаризма и активную законотворческую деятельность[55]
- Благодарность Правительства Российской Федерации (17 декабря 2016 года) — за заслуги в законотворческой деятельности и многолетний добросовестный труд[56]
- Премия Правительства Российской Федерации в области средств массовой информации (25 декабря 2023 года) — за освещение и анализ событий в зоне специальной военной операции и горячих точках планеты[57].
- Золотая медаль Ереванского государственного университета (2009 год, Армения)[58][аффилированный источник?]
- Награда Европейского русского альянса (2009 год) — за активную работу по поддержке соотечественников, проживающих за рубежом[59][аффилированный источник?]
- Орден святого благоверного князя Даниила Московского II степени (Русская православная церковь, 6 июня 2016 года)[60][аффилированный источник?]
- Орден святого благоверного князя Даниила Московского III степени (Русская православная церковь, 2012 года)[61][аффилированный источник?]
- Почётный профессор Приднестровского государственного университета им. Т. Г. Шевченко[62]

## Труды
Автор около 900 научных работ, в том числе монографий и школьных учебников:
- От Эйзенхауэра к Никсону: из истории республиканской партии США. — М.: МГУ, 1984.
- Афера «Иран-контрас». — М.: МГУ, 1987.
- Республиканцы: от Никсона к Рейгану. — М.: МГУ, 1988.
- Никонов В., Шахрай С. Консервативный манифест: политическая философия ПРЕС. — М., 1994.
- Эпоха перемен: Россия 90-х глазами консерватора. — М., 1999.
- Россия в глобальной политике XXI века Архивная копия от 29 февраля 2008 на Wayback Machine // Общественные науки и современность. — 2002. — № 6. — С. 115—123. (аналитический доклад) (недоступная ссылка)
- Современная российская политика: курс лекций / Под ред. В. А. Никонова. — М., 2003.
- Политика в современной России: курс лекций / Под ред. В. А. Никонова. — М., 2005.
- Россия в современной политике: курс лекций / Под ред. В. А. Никонова. — М., 2005.
- Молотов. Молодость. — М., 2005.
- Российская политика: курс лекций / Под ред. В. А. Никонова. — М., 2006.
- Код политики. — М.: Вагриус, 2006.
- Крушение России. 1917 год. — М.: Аст: Астрель, 2011. — 926, [2] с.
- Российская матрица — М.: Русское слово, 2014. — 992 с.
- Современный мир и его истоки. Архивная копия от 31 мая 2020 на Wayback Machine — М.: Издательство Московского университета, 2015. — 880 с.
- Код цивилизации. Что ждёт Россию в мире будущего?. — М.: Издательство «Э», 2015. — 672 с. — (Русский путь)
- Молотов. — М.: Молодая гвардия, 2017. — 631 с. (Жизнь замечательных людей)
- Молотов: Наше дело правое. В 2-х томах. — М.: Молодая гвардия, 2016. 1008 с.
- Октябрь 1917. Кто был ничем, тот станет всем. — М.: Издательство «Эксмо», 2017, — 1184 с.
- Ленин. Человек, который изменил всё. — М.: Эксмо, 2020. 688 с. Серия «Никонов Вячеслав. Книги известного политолога» (ISBN 978-5-04-110714-7)
- Беспамятство. Кто начал Вторую мировую войну. — М.: Просвещение, 2020. 384 с. ISBN 978-5-09-076650
- 28 мгновений весны 1945-го. М.: Эксмо, 2020. — 480 с. ISBN 978-5-04-116433-1
- 1221. Великий князь Георгий Всеволодович и основание Нижнего Новгорода. М.: Эксмо, 2021. — 480 с. ISBN 978-5-04-15472-8
- 1612-й. Как Нижний Новгород Россию спасал. М.: Эксмо, 2021. — 384 с. ISBN 978-5-04-119328-7
- 1962. Хрущев. Кеннеди. Кастро. Как мир чуть не погиб. М.: Эксмо, 2023. — 992 с. ISBN 978-5-04-160866-8
- От Второй мировой к холодной войне. Немыслимое. М.: АСТ, 2024. — 944 с. ISBN 978-5-17165581-5
- Жемчужина Советского правительства. М.: Молодая гвардия, 2025. — 831 с. ISBN 978-5-235-05230-7
- 28 мгновений весны 1945 года. Иллюстрированная версия. М.: АСТ, 2025. — 768 с. ISBN 978-5-17-165749-9